# Coupe Ligue1 Québec
La Coupe Ligue1 Québec, aussi connue sous le nom de Coupe L1QC, est une compétition de football à élimination directe, organisé annuellement par Soccer Québec. Seulement les clubs semi-professionnelles de la Ligue1 Québec peuvent y participer. 
La compétition est créée en 2013 sous le nom « Coupe PLSQ », un an après la Première ligue de soccer du Québec. En 2023, elle devient la « Coupe Ligue1 Québec », opérant un changement d'identité avec la Première ligue qui devient la Ligue1 Québec.

## Format
La Coupe se joue à la fin de la saison régulière. Toutes les équipes participent à des matchs à élimination directe. Si le score est encore égal, après 90 minutes, le match se poursuit avec une prolongation. Si l'égalité persiste, le match se décide par une séance de tirs au but.
Entre 2013 et 2017, les matchs étaient joués en parallèle avec le Championnat. De plus, des matchs aller-retour départageaient les deux équipes, sauf la finale qui était jouée sur un terrain neutre.
Pour l'édition 2019, les neuf équipes sont répartis en trois groupes de trois équipes. Chaque équipe affronte les autres équipes de son groupe une seule fois, soit à la maison ou à l'extérieur. Le premier de chaque groupe et le meilleur deuxième se rendent ensuite aux demi-finales qui sont à élimination directe. 
Après une pause de deux éditions en raison de la pandémie de Covid-19, la Coupe revient en 2022 avec un format similaire à des séries éliminatoires pour la Première ligue. Seuls les quatre premières équipes du championnat se qualifie pour la Coupe, après la fin de la saison, et participent à des matchs à élimination directe pour déterminer le vainqueur. 

## Vainqueurs et finalistes
Ce tableau fait la liste de toutes les finales jouées depuis le début de la compétition.
| N°   | Édition | Vainqueur                                     | Résultat                                      | Finaliste                                     |
| ---- | ------- | --------------------------------------------- | --------------------------------------------- | --------------------------------------------- |
| 1    | 2013    | CS Mont-Royal Outremont                       | 2 - 0                                         | FC Brossard                                   |
| 2    | 2014    | FC Gatineau                                   | 1 - 0                                         | CS Longueuil                                  |
| 3    | 2015    | Lakeshore SC                                  | 4- 2 ap                                       | CS Mont-Royal Outremont                       |
| 4    | 2016    | AS Blainville                                 | 4 - 0                                         | FC Gatineau                                   |
| 5    | 2017    | AS Blainville (2)                             | 1 - 0                                         | FC Gatineau                                   |
| 6    | 2018    | FC Lanaudière                                 | 1 - 1 ap (4-3 tab)                            | FC Gatineau                                   |
| 7    | 2019    | CS Fabrose                                    | 2 - 0                                         | CS Mont-Royal Outremont                       |
|      | 2020    | Annulées en raison de la Pandémie de Covid-19 | Annulées en raison de la Pandémie de Covid-19 | Annulées en raison de la Pandémie de Covid-19 |
| 2021 |         | Annulées en raison de la Pandémie de Covid-19 | Annulées en raison de la Pandémie de Covid-19 | Annulées en raison de la Pandémie de Covid-19 |
| 8    | 2022    | AS Blainville (3)                             | 3 - 1                                         | FC Laval                                      |
| 9    | 2023    | CS Saint-Laurent                              | 2 - 0                                         | CS Mont-Royal Outremont                       |

## Bilan par club
| Rang | Club                    | Titres (éditions)    | Finales perdues (éditions) | Finales disputées |
| ---- | ----------------------- | -------------------- | -------------------------- | ----------------- |
| 1    | AS Blainville           | 3 (2016, 2017, 2022) | 0                          | 3                 |
| 2    | CS Mont-Royal Outremont | 1 (2013)             | 3 (2015, 2019, 2023)       | 4                 |
| 2    | FC Gatineau             | 1 (2014)             | 3 (2016, 2017, 2018)       | 4                 |
| 3    | FC Laval                | 1 (2019)             | 1 (2022)                   | 2                 |
| 4    | CS Saint-Laurent        | 1 (2023)             | 0                          | 1                 |
| 4    | FC Lanaudière           | 1 (2018)             | 0                          | 1                 |
| 4    | Lakeshore SC            | 1 (2015)             | 0                          | 1                 |
| 5    | CS Longueuil            | 0                    | 1 (2014)                   | 1                 |
| 5    | FC Brossard             | 0                    | 1 (2013)                   | 1                 |

1. ↑  Le FC Laval est la continuation du CS Fabrose, après que celui-ci ait fusionné avec le Club de soccer Chomedey et le Soccer Delta de Laval[5].

## Statistiques
- Plus grand nombre de victoires : 3 victoires
  - AS Blainville (2016, 2017 et 2022)
- Plus grand nombre de victoires consécutives : 2 victoires
  - AS Blainville (2016 et 2017)
- Plus grand nombre de finales : 4 finales
  - FC Gatineau (2014, 2016, 2017 et 2018)
- Plus grand nombre de finales perdues : 3 finales
  - FC Gatineau (2016, 2017 et 2018)
- Plus grand nombre de finales consécutives : 3 finales
  - FC Gatineau (2016, 2017 et 2018)
- Plus grand nombre de victoires pour un entraîneur : 3 victoires
  - Emmanuel Macagno (2016, 2017 et 2022 avec l'AS Blainville)
- Plus grand nombre de buts marqués sur un match : 8 buts
  - 6-2 pour CS Mont-Royal Outremont - CS Saint-Hubert en demi-finales (2019)
- Plus large victoire en finale : 4 buts d'écart
  - 4-0 pour AS Blainville - FC Gatineau (2016)
- Plus grand nombre de buts marqués en finales : 6 buts
  - 4-2 pour Lakeshore SC - CS Mont-Royal Outremont (2015)
- Finale la plus fréquemment jouée : 2 fois
  - AS Blainville - FC Gatineau (2016 et 2017)
- Clubs ayant réalisé le doublé Championnat / Coupe PLSQ : 3 clubs
  - CS Mont-Royal Outremont (2013)
  - AS Blainville (2017)
  - CS Saint-Laurent (2023)